# James Dougherty
James Dougherty (12 de abril de 1921 – 15 de agosto de 2005) foi um policial e escritor norte-americano, mais conhecido por ter sido o primeiro marido da atriz Marilyn Monroe, com quem casou quando esta tinha apenas 16 anos de idade, numa tentativa bem sucedida para Marilyn escapar ao orfanato. Contudo, separaram-se poucos meses após Marilyn ter iniciado sua carreira artística.